# بريزون أركيتكت
بريزون أركيتكت (بالإنجليزية: Prison Architect)‏ هي محاكاة بناء وإدارة لسجن خاص، صدرت اللعبة في أكتوبر 2015 على أنظمة مايكروسوفت ويندوز، لينكس وماك أو إس.